# Зарєччя (Насвинська волость)
Зарєччя (рос. Заречье) — присілок в Новосокольницькому районі Псковської області Російської Федерації.
Населення становить 4 особи. Входить до складу муніципального утворення Насвинська волость.

## Історія
Від 2015 року входить до складу муніципального утворення Насвинська волость.

## Населення
| 2001 | 2002 | 2010 |
| ---- | ---- | ---- |
| 8    | ↗9   | ↘4   |